# Mark King
Mark King (Cowes, 20 ottobre 1958) è un bassista, cantante e compositore britannico, fondatore del gruppo dei Level 42.

## Biografia
Nato in una famiglia contadina dell'Isola di Wight (il padre produceva latte) e successivamente trasferitosi nella periferia di Newport, frequenta la Kitbridge Middle School e la Cowes High School. In questi anni persegue una carriera come batterista incoraggiato da un suo insegnante di musica. Successivamente si trasferisce a Londra dove fonda il gruppo dei Level 42 con Mike Lindup e i fratelli Phil e Rowland Charles Gould. Inizialmente batterista, King si dà al basso spinto dal fatto che Phil è già un bravo batterista e che nel negozio in cui lavora non vendono batterie, e quindi non avrebbe potuto fare pratica. Inoltre, le sue doti ritmiche gli avrebbero permesso di sviluppare uno stile personale al basso, proprio nel periodo di massimo fervore del genere jazz-funk in Inghilterra.
Lo stile unico di King gli permetterà di ottenere diversi ingaggi con artisti britannici importanti come Nik Kershaw per l'album The Riddle (1984) e Midge Ure per gli album The Gift (1985) e Answers to Nothing (1988). King verrà anche chiamato a suonare a un concerto di beneficenza, il Prince's Trust charity concert, con artisti come Eric Clapton, Phil Collins, Mark Knopfler e Elton John.
Nel 1984 realizza il suo primo album da solista, Influences, seguito da One Man del 1998. Nel 1999 raccoglie una serie di canzoni inedite in un album, Trash, realizzato in maniera casalinga con l'impiego di un computer, un duplicatore di CD e una stampante a getto d'inchiostro, e inizialmente venduto ai fans esclusivamente via internet. Visto il successo, King prosegue con altri lavori realizzati con lo stesso iter, realizzando una serie di cinque registrazioni live, tra cui il Live At The Jazz Cafe, il Live On The Isle of Wight ed il Live At Reading Concert Hall. Nel 2006 realizza il suo ultimo album "professionale", Retroglide, sotto il nome "Level 42", del quale detiene i diritti. Nel 2008, King suona ancora sotto il nome di "Level 42" in diverse occasioni e festival, insieme al cofondatore e tastierista Lindup, e nel 2010, per il trentesimo anniversario dei Level 42, riunisce i membri originari per una serie di concerti nel Regno Unito.
Dal 2016 entra a far parte del supergruppo rock Gizmodrome, insieme ai musicisti: Stewart Copeland (The Police), Adrian Belew (Talking Heads e King Crimson) e Vittorio Cosma (PFM), con cui registra un album omonimo nel 2017.

## Vita privata
Nel 1988, King torna nell'Isola di Wight e divorzia dalla prima moglie, Pia. Nel 1990 acquista un pub a Ryde, che venderà nel 2000, e che da allora diventerà un franchising presente nella costa meridionale inglese. Ora vive con la seconda moglie Ria e la figlia Marlee, nata nel 1996.

## Discografia

### Con Level 42
- 1981 - Level 42
- 1982 - The Pursuit of Accidents
- 1982 - The Early Tapes
- 1983 - Standing in the Light
- 1984 - True Colours
- 1985 - World Machine
- 1987 - Running in the Family
- 1988 - Staring at the Sun
- 1991 - Guaranteed
- 1994 - Forever Now
- 2006 - Retroglide
- 2013 - Sirens

### Solista
- 1984 - Influences
- 1998 - One Man
- 1999 - Trash
- 1999 - Live at the Jazz Cafe (live)
- 2000 - Live on the Isle of Wight (live)

### Singoli
- 1984 - I Feel Free
- 1998 - Bitter Moon